# Гюнтерслебен
Гюнтерслебен (нім. Güntersleben) — громада в Німеччині, розташована в землі Баварія. Підпорядковується адміністративному округу Нижня Франконія. Входить до складу району Вюрцбург.
Площа — 16,05 км2. Населення становить 4464 ос. (станом на 31 грудня 2020).